# Dzhyumshyudlyu
Dzhyumshyudlyu är en ort i Azerbajdzjan.   Den ligger i distriktet Xanlar Rayonu, i den västra delen av landet, 300 km väster om huvudstaden Baku. Dzhyumshyudlyu ligger 512 meter över havet och antalet invånare är 1 590.
Terrängen runt Dzhyumshyudlyu är platt åt nordost, men åt sydväst är den kuperad. Runt Dzhyumshyudlyu är det mycket tätbefolkat, med 3 022 invånare per kvadratkilometer.. Närmaste större samhälle är Ganja, 7,5 km öster om Dzhyumshyudlyu.
Runt Dzhyumshyudlyu är det i huvudsak tätbebyggt.